# Горно-Павликене
Горно-Павликене (болг. Горно Павликене) — село в Болгарии. Находится в Ловечской области, входит в общину Ловеч. Население составляет 219 человек.

## Политическая ситуация
Горно-Павликене подчиняется непосредственно общине и не имеет своего кмета.
Кмет (мэр) общины Ловеч — Минчо Стойков Казанджиев (Болгарская социалистическая партия (БСП)) по результатам выборов.